# Linares (Cantabria)
Linares es la capital del municipio de Peñarrubia (Cantabria, España). En el año 2023 contaba con una población de 61 habitantes (INE). La localidad se encuentra a 500 metros de altitud sobre el nivel del mar, y está a 107 kilómetros de distancia de la capital cántabra Santander. Celebra la fiesta de San Roque el 16 de agosto y la de San Andrés el 30 de noviembre; hay dos ferias de ganado, en abril y en octubre, que se celebran en el Colláu Joz. Su nombre proviene del lino que aquí se cultivaba.

## Naturaleza
Linares se encuentra en la ladera de una montaña, en el centro del municipio. Desde esta localidad se puede ascender al pico Virdiu de Treslajorá (1.125 m), una de las cumbres destacadas del macizo de Peñarrubia, y siguiendo el cordal, alcanzar el Collado de las Llaves y continuar hasta Gamonal (1.225 m), máxima altitud del macizo, o bien descender hacia el pueblo de Roza. En Linares está el Mirador del Castro Verdeja, desde el que puede verse el Desfiladero de La Hermida.

## Historia
Se cree que las primeras menciones escritas de este municipio se refieren a esta localidad: un documento de 1116 menciona la iglesia de San Salvador de Blandes y otro de 1170 a la iglesia de San Andrés de Blandes, que posiblemente sea la que se conserva actualmente, aunque muy reformada. Fue Linares uno de los dos concejos (el otro era el de Piñeres) que formaba el valle de Peñarrubia, parte de la Merindad de las Asturias de Santillana. Era territorio de realengo. Cuando se crearon los primeros ayuntamientos constitucionales, durante el Trienio Liberal, se creó este municipio que si bien al principio formó parte del partido judicial de Puentenansa después, en 1835, se integró en el partido judicial de San Vicente de la Barquera. La construcción, en el siglo XIX, de la carretera que sigue el curso del Deva, actual N-621, desplazó el peso económico del municipio hacia La Hermida, dejando de lado a Linares lo mismo que las otras localidades que quedaban en el viejo camino de acceso a la comarca de Liébana desde la comarca de Saja-Nansa por el valle de Lamasón y el Colláu Joz hasta La Hermida.

## Patrimonio

### La iglesia parroquial
La iglesia, dedicada a San Andrés Apóstol, presenta restos románicos del primitivo edificio del siglo XIII como el arco triunfal o toral, así como la portada sur con canecillos. Fue muy modificada posteriormente. En el ábside está pintada una Última Cena de finales del siglo XVI.

### Las torres

#### Torre del Pontón
La Torre del Pontón, se erigió entre el siglo XIV y el XV. Es una torre-cubo de planta cuadrada, basada en piedra de sillería. Cuenta con una altura de 14 metros. Tiene una puerta de acceso apuntada, grandes dovelas y almenas; su interior se distribuye en cuatro alturas. La primera sería originalmente el establo, la segunda el granero, a continuación vendría la planta noble, en la que habitaría el señor, y por último la zona de las almenas. Estaba cubierta, en gran parte, por hiedra, hasta su reciente restauración.
Actualmente está abierta al público como museo. En la planta baja se ha instalado un punto de información turística sobre la zona.
Fue declarada Bien de Interés Cultural en 1992. Bajo la protección de la Declaración genérica del Decreto de 22 de abril de 1949, y la Ley 16/1985 sobre el Patrimonio Histórico Español.

#### Torre de Berdeja
De ella solo se conservan los cimientos.

#### Torre de Piedrahíta
De ella solo se conservan los arranques de los muros.